# جمال ثريا
جمال ثريا أو جمال الدين سيبر (بالتركية: Cemal Süreye)‏، شاعر وكاتب تركي من أصل كردي زازي. ولد سنة 1931م في أرزنجان، وتوفي في 9 يناير 1990م.

## سيرته
بعد ثورة ديرسيم عام 1938، تم تهجير ثريا وعائلته إلى بيله جك، وهي مدينة في منطقة مرمرة في تركيا.
تخرج من كلية العلوم السياسية في جامعة أنقرة. كان رئيس تحرير مجلة بابيروس الأدبية. يعد جمال ثريا عضو بارز في الجيل الثاني الجديد من الشعر التركي، وقد نُشرت قصائد ثريا ومقالاته في مجلات عديدة مثل مجلة يدي تبه و يازكو و بازار بوستاسي و يني أولوي و أولموش و تركيا يازلاري و بوليتيكا و آيدينلك و سوموت. ومن المعروف أنه كان له تأثير أساسي على قصائد الشاعر سوناي أكين.

## مناصب تولّاها
شغل منصب المستشار المالي في وزارة المالية التركية. وكان عضو المؤسسة الاستشارية للمنشورات الثقافية في وزارة الثقافة عام 1978م. وكان أيضًا عضو المؤسسة الإدارية لبنك اقتصاد الشرق الأوسط. كما أنه كان عضو فعال في مؤسسة اللغة التركية. وشغل منصب رئيس تحرير مجلة بابيروس.

## أعماله ومؤلفاته

### أشعار
- أوفيرجينكا (1958)
- بدوي (1965)
- قبلنّي ثم تكاثر بي (1973)
- كلمات الحب (1984)
- سقوط أوراق الشجر (1988)
- حدوة الحصان الساخن (1988)
- كلمات الحب (1990)

### مقالات
- قبعتي مليئة بالورود (1976)
- يوميًا (1982)
- رسائل ثلاثة عشر يومًا (1990)
- 99 وجه (1990)
- أيام (1991)
- كلمات النور (1992)
- جمال ثريا في التشكيل (1992)
- أعداء شعر الفلكلور (1992)
- رئاسة تحرير بابيروس (1992)
- مدّي شعرك فيريجيا (1992)
- أريتميتيك أفضل الطيور (1993) – للأطفال

## روابط خارجية
- جمال ثريا على موقع ميوزك برينز (الإنجليزية)
- جمال ثريا على موقع ديسكوغز (الإنجليزية)